# Le Péché originel et l'expulsion du Paradis terrestre

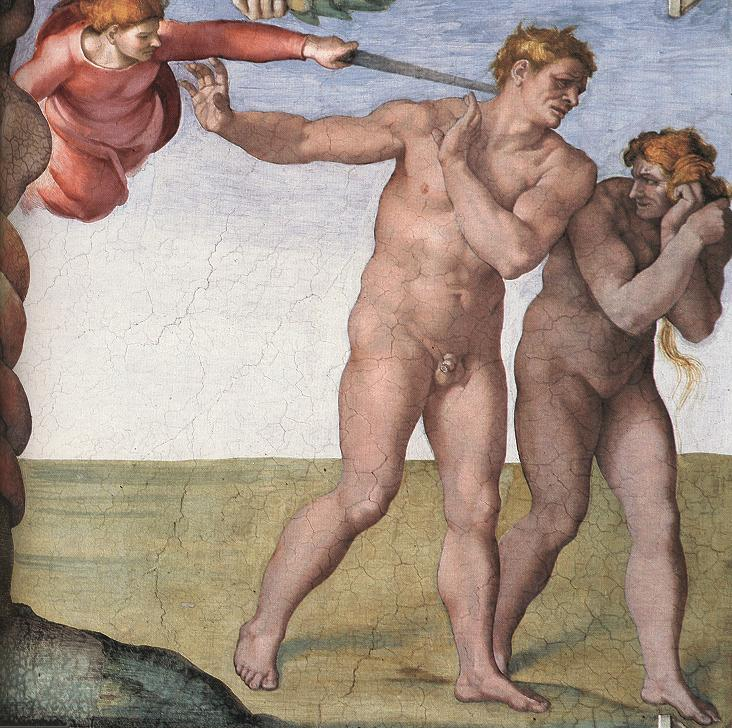
Détail.

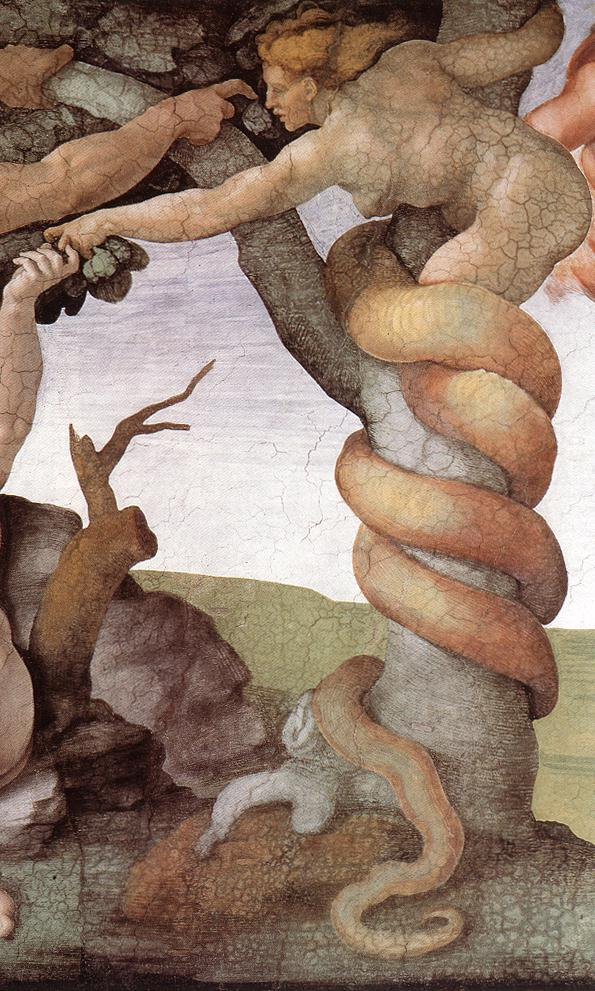
Le serpent.

Le Péché originel et l'expulsion du Paradis terrestre est une fresque (280 × 570 cm) de Michel-Ange, datant de vers 1510 qui fait partie de la décoration du plafond de la chapelle Sixtine, dans les musées du Vatican à Rome, commandée par Jules II.

## Histoire
En peignant la voûte, Michel-Ange est parti des travées près de la porte d'entrée, celle utilisée lors des entrées solennelles du pontife et de son entourage, pour terminer par la travée au-dessus de l'autel. Le Péché originel et l'expulsion du Paradis terrestre (Genèse 3, 1-13, 22-24) fait donc partie du premier bloc. Dans cette scène et dans la précédente (La Création d'Ève), les figures sont devenues plus grandes, avec un appareil compositionnel plus synthétique, les gestes plus essentiels et péremptoires. Cela s'explique par le départ des aides qui, après les trois premiers récits de Noé, ont été renvoyés par Michel-Ange parce qu'il n'était pas satisfait de leur travail.
La scène a été peinte sur treize « jours », en partant du coin supérieur gauche, là où se trouvent les feuilles de l'arbre exécutées avec des coups de pinceau larges et fluides.

## Description et style
La fresque est séparée en deux moitiés par l'Arbre de la Connaissance du Bien et du Mal, plus ou moins au centre. À gauche, dans un espace délimité par les branches de l'arbre et par la légère diagonale créée par les rochers au sol, sur fond de ciel clair et lumineux, se déroule la scène du Péché originel, dans laquelle le serpent tentateur, représenté ici partiellement transformé en figure féminine (suivant la tradition qui lui attribue habituellement une tête humaine), convainc Ève de prendre un fruit défendu, le lui remettant, tandis qu'Adam semble tendre la main pour en prendre un autre.
Les deux géniteurs sont nus et extrêmement athlétiques, y compris Ève qui a, surtout au niveau des bras, la musculature masculine typique des femmes de Michel-Ange.
Sur la droite, le paysage change brusquement pour devenir extrêmement dénudé et désolé. L'ange chasse Adam et Ève du Paradis terrestre, les menaçant avec l'épée. Leurs corps semblent soudain rétrécis et vieillis, avec des grimaces dramatiques de douleur sur leurs visages qui développent l'expressivité des figures de Masaccio dans Adam et Ève chassés de l'Éden ; même le paysage devient stérile et aride, en contraste avec le jardin verdoyant de l'Éden.
Le geste complémentaire et symétrique du diable tentateur et de l'ange, sur l'axe de l'Arbre de la connaissance du Bien et du Mal, est remarquable d'un point de vue compositionnel.
Dans la lecture à rebours des épisodes de la Genèse comme préfiguration des événements de la Semaine sainte, la scène symbolise la Crucifixion, avec le Lignum vitae de l'« Arbre », placé non par hasard au centre, le même, selon tradition, avec qui est faite la Vraie Croix.
La restauration de cette scène a été particulièrement efficace, qui a redonné toute leur valeur aux contrastes entre les tons chauds et froids, ainsi qu'à d'autres valeurs picturales, comme les variations de modélisation, par exemple douces et basées sur de légères transitions pour Ève avant le péché, alors que qu'elles sont dures et denses pour le tentateur, qui est particulièrement évident dans les enroulements de la queue qui ont un effet d'écailles irisées, du jaune au vert puis au rouge.
Le manteau rouge de l'ange est brillant, tandis que le teint des progéniteurs après l'expulsion est obtenu à travers une base d'ocre, de terre de Sienne et de blanc, sur laquelle des voiles terre de sienne et terre noire ont été appliqués.

## Analyse
Cette fresque présente une échelle des figures supérieure à celle des scènes précédentes et ne correspond que partiellement au récit des Écritures. Contrairement à la majorité des artistes du XVe siècle, Michel-Ange regroupe le péché originel et le bannissement du paradis en une seule et même scène. La recherche ancienne considère que ses sources d'inspiration sont Masaccio dans la chapelle Brancacci et Jacopo della Quercia dans la basilique San Petronio de Bologne (Tolnay, Salvini). La gravure sur bois de la Bible malermienne de 1490 réunit aussi en une seule image le péché originel et le bannissement du paradis (Hatfield, 1991). Michel-Ange en développe la composition en dotant le serpent non seulement d'une tête humaine, mais aussi d'un corps anthropomorphe.

Détails
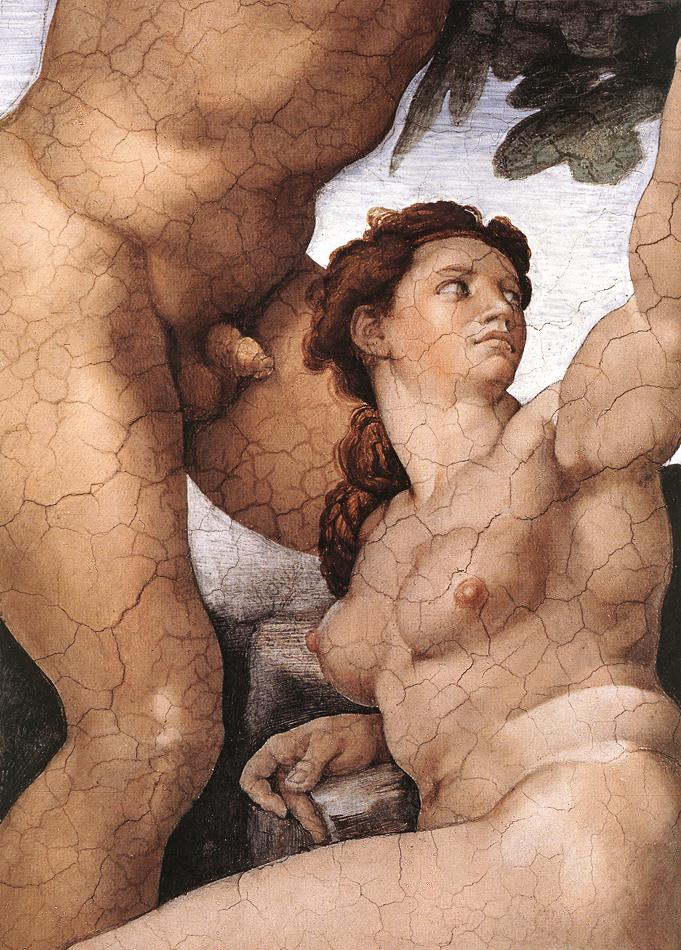
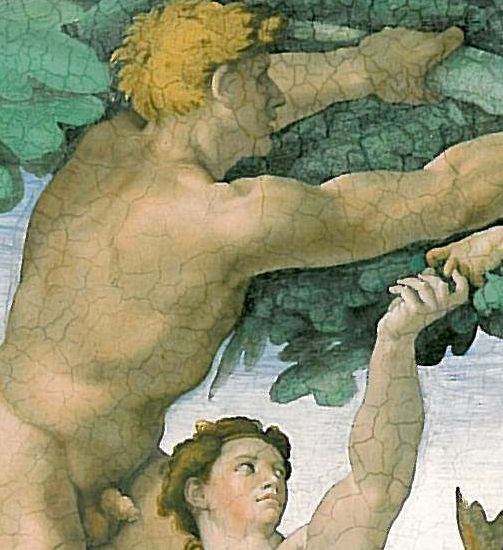
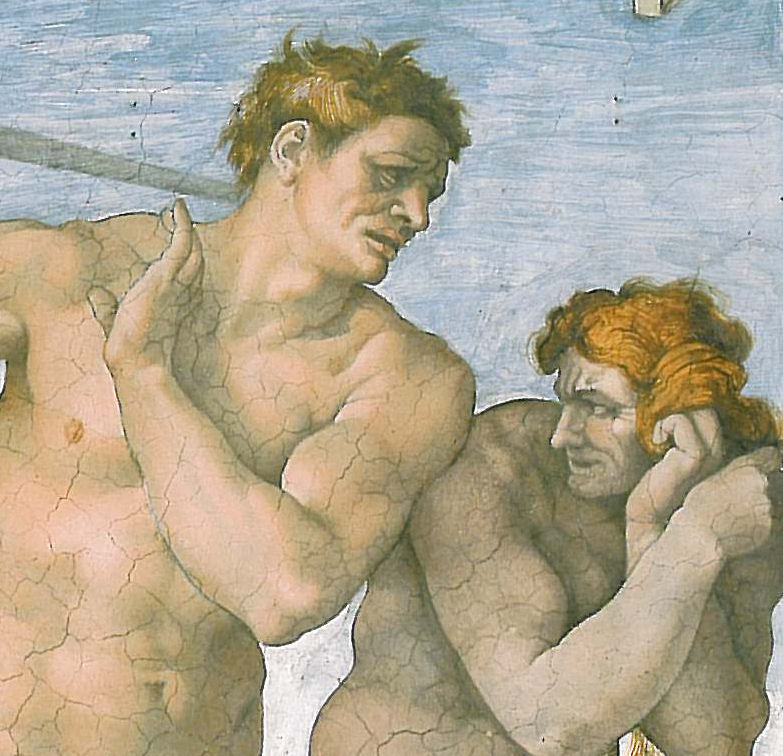
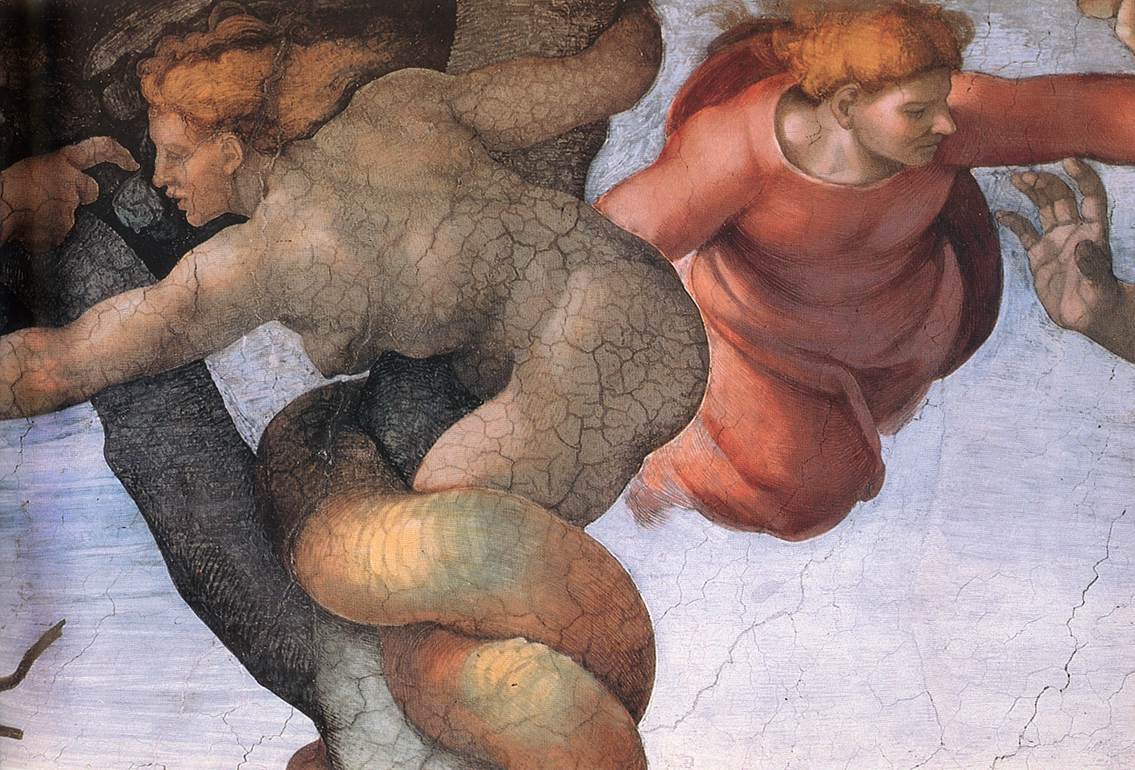
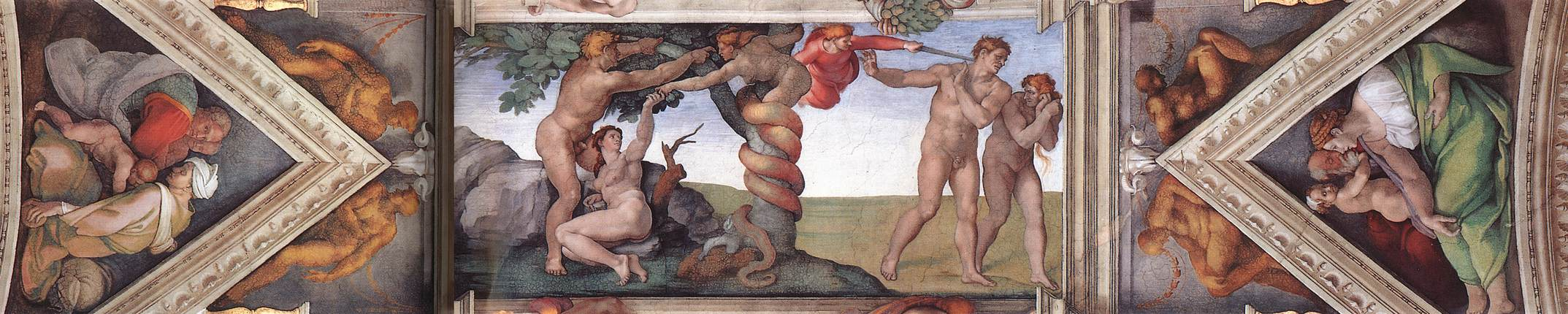
La quatrième travée.

Différence entre l'avant et l'après restauration
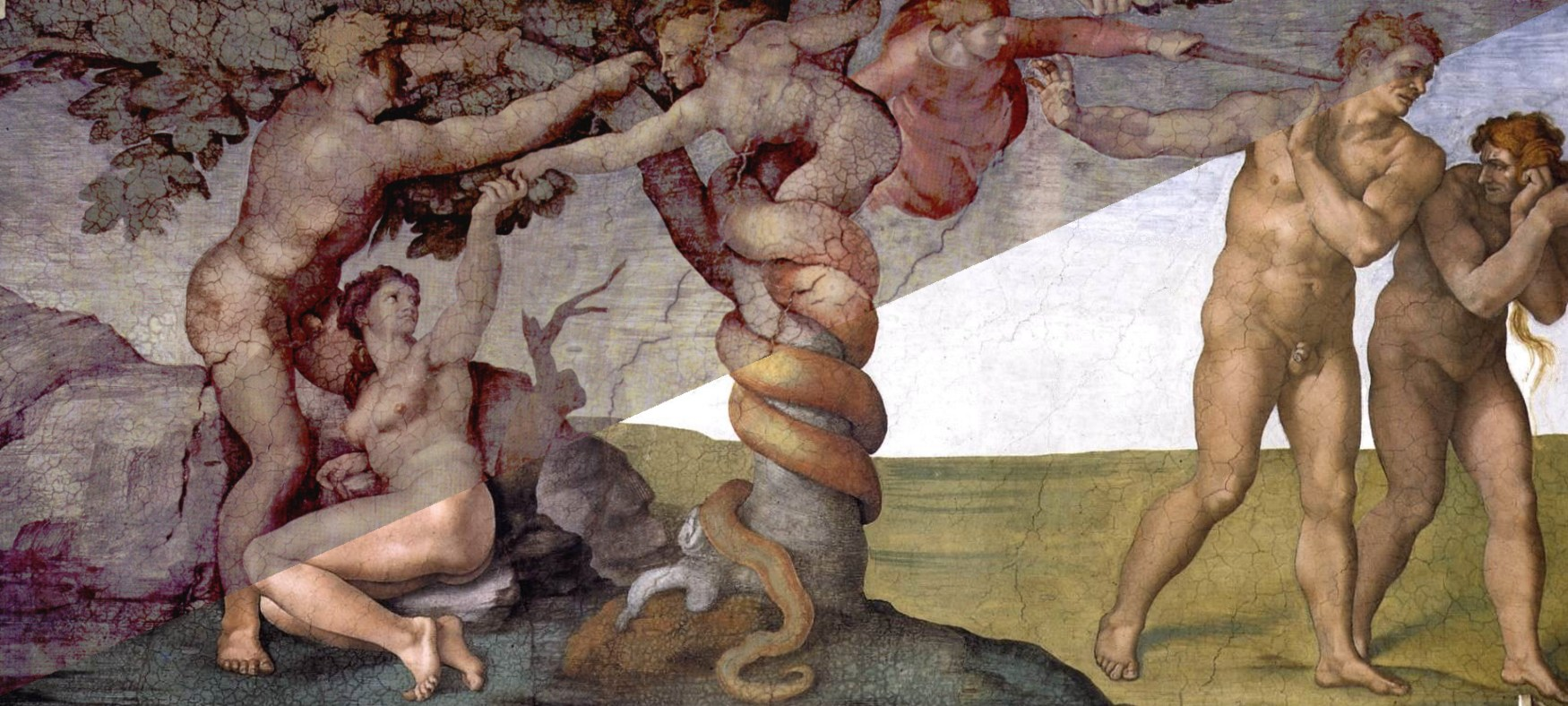

Le sujet traité dans la chapelle Brancacci.
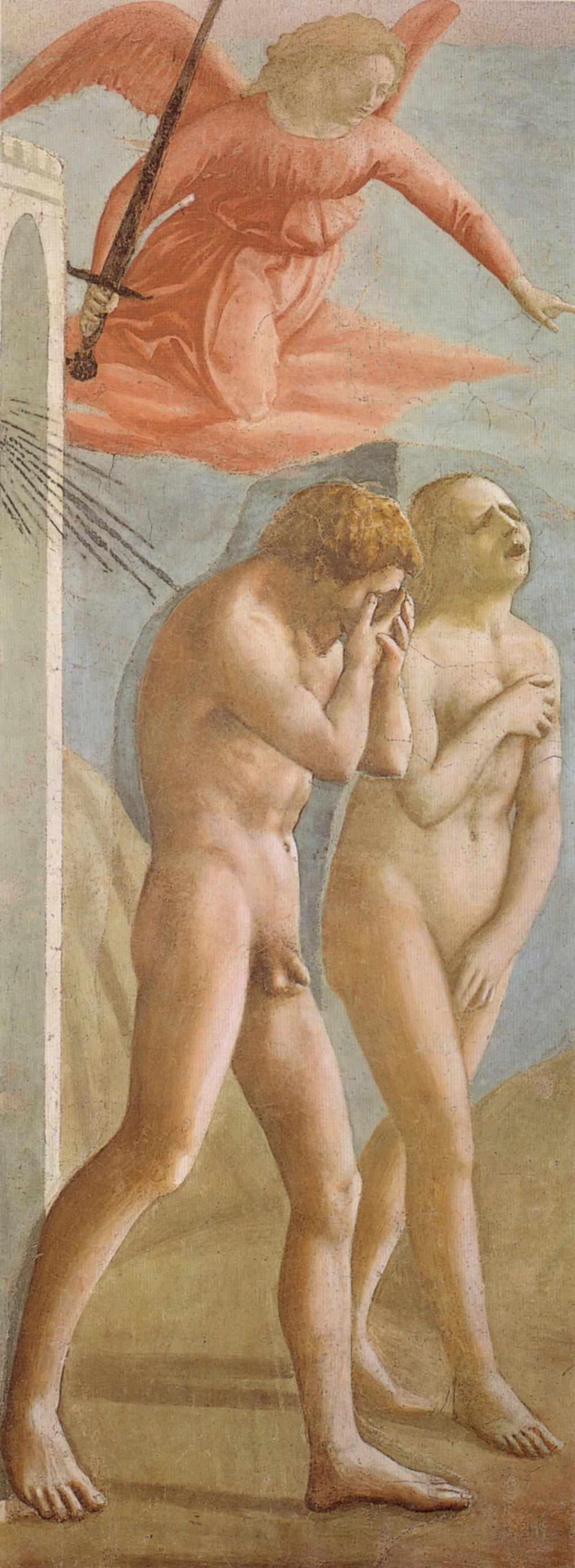
Masaccio, Adam et Ève chassés de l'Éden.
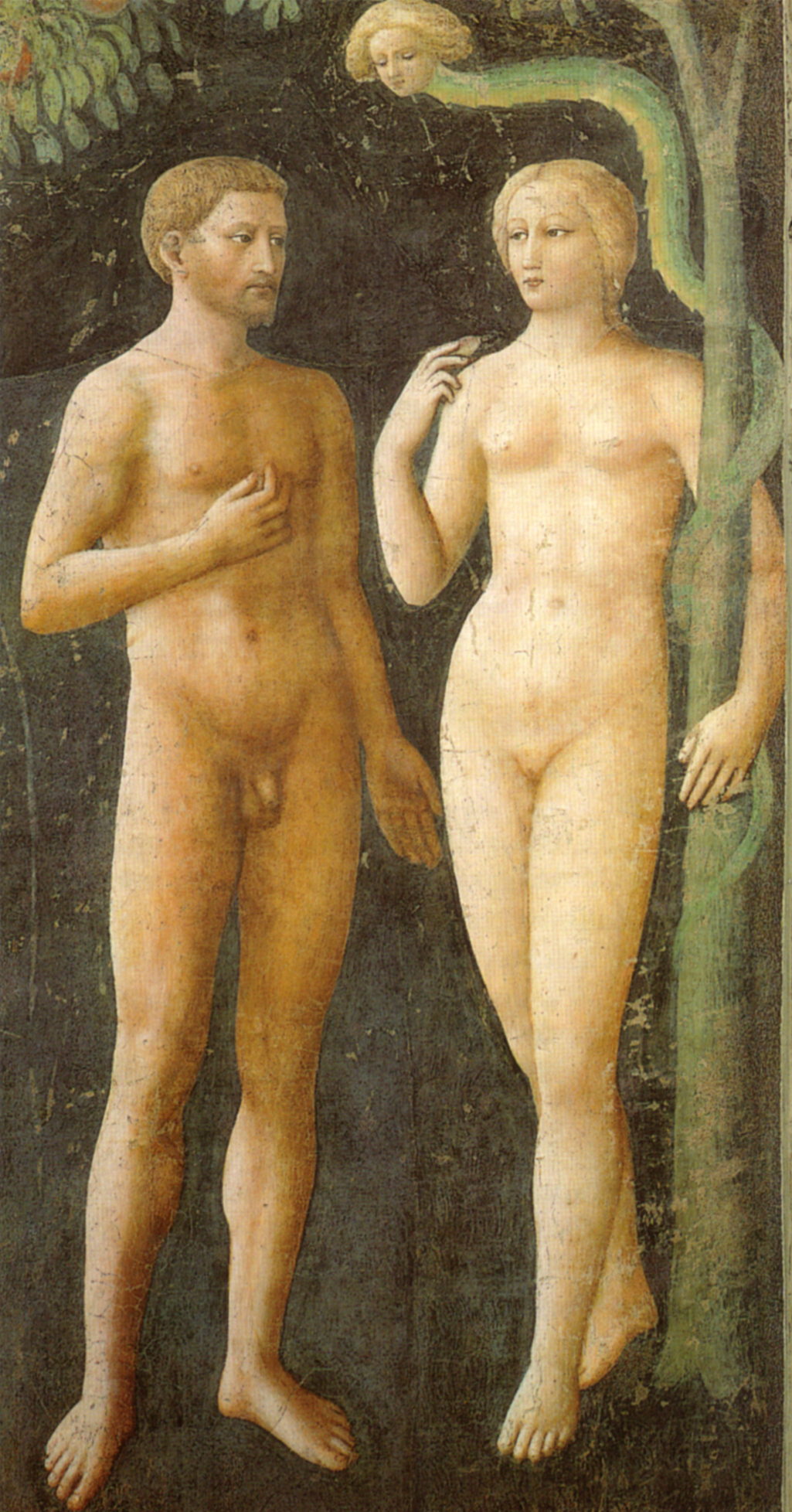
Masolino, La Tentation d'Adam et Ève.

## Postérité
La fresque fait partie du musée imaginaire de l'historien français Paul Veyne, qui le décrit dans son ouvrage justement intitulé Mon musée imaginaire.